# C. J. Spiller
Clifford „C. J.“ Spiller, Jr. (* 5. August 1987 in Lake Butler, Florida) ist ein ehemaliger US-amerikanischer American-Football-Spieler auf der Position des Runningbacks. Er spielte bei den Buffalo Bills, den New Orleans Saints, den Seattle Seahawks, den New York Jets sowie den Kansas City Chiefs (2017) in der National Football League (NFL).

## College
Spiller besuchte die Clemson University und spielte für deren Team, die Tigers, zwischen 2006 und 2009 außerordentlich erfolgreich College Football, wofür er mit zahlreichen Preisen ausgezeichnet und in diverse Auswahlmannschaften berufen wurde. Er erzielte insgesamt 51 Touchdowns und hält diverse Schulrekorde, weswegen seine Rückennummer (28) bei den Tigers nicht mehr vergeben wird. Nach seiner aktiven Karriere wurde er 2021 für seine Leistungen am College in die College Football Hall of Fame aufgenommen.

## NFL

### Buffalo Bills
Er wurde beim NFL Draft 2010 in der 1. Runde als 9. Spieler von den Buffalo Bills ausgewählt. In seinem Rookiejahr musste er für den Starting-Runningback Marshawn Lynch, der nach drei Spielen an die Seattle Seahawks abgegeben wurde, einspringen – konnte ihn aber nicht ersetzen. Er steigerte sich von Jahr zu Jahr und konnte in der Saison 2012 1244 Yards erlaufen, wofür er auch in den Pro Bowl berufen wurde. Verlief die Spielzeit 2013 ähnlich erfolgreich, so kam er 2014 wegen eines gebrochenen Schlüsselbeins nur selten zum Einsatz.

### New Orleans Saints
Am 13. März 2015 unterschrieb er bei den New Orleans Saints einen Vierjahresvertrag, der ihm 9 Millionen US-Dollar garantiert.
Am 13. September 2016 wurde er von den Saints wieder entlassen.

### Seattle Seahawks
Am 28. September 2016 unterschrieb Spiller einen Einjahresvertrag bei den Seattle Seahawks, die damit auf den Ausfall von Thomas Rawls reagierten. Am 26. Oktober 2016 wurde er entlassen.

### New York Jets
Am 1. November 2016 unterschrieb er einen Einjahresvertrag bei den New York Jets.
Am 6. Dezember 2016 wurde er wieder entlassen.

### Kansas City Chiefs
Am 24. Februar 2017 wurde er von den Kansas City Chiefs unter Vertrag genommen. Am 2. September 2017 wurde er zum ersten Mal entlassen. Innerhalb von zwei Wochen wurde er drei Mal entlassen, dabei zwei Mal am nächsten Tag wieder unter Vertrag genommen.

## Trainerlaufbahn
2020 begann er als Mitarbeiter im Trainerstab an seiner alten Universität. Seit 2021 trainiert er die Runningbacks, seit 2025 fungiert er auch als Offensive Run Game Coordinator.